# Rivalba
Rivalba é uma comuna italiana da região do Piemonte, província de Turim, com cerca de 966 habitantes. Estende-se por uma área de 10 km², tendo uma densidade populacional de 97 hab/km². Faz fronteira com Castagneto Po, San Raffaele Cimena, Gassino Torinese, Casalborgone, Sciolze, Cinzano.

## Demografia
| Variação demográfica do município entre 1861 e 2011                               |
|                                                                                   |
| Fonte: Istituto Nazionale di Statistica (ISTAT) - Elaboração gráfica da Wikipedia |